# Кальяні
Річка Кальяні (бенг. কালজানী) — притока річки Торси, яка бере початок () в Бутані біля підніжжя Гімалаїв, а також тече у напрямку від півночі до півдня через сполучення Бутан — Індія і зливається з річкою Торса, яка знову зливається з річкою Брахмапутрою, яка впадає в річку Падма, що зливається з Бенгальською затокою. Річка Кальяні і її притоки є визначною принадою Дуарів. Притока Діна та притока Нонаї — найголовніші. Основна частина річки протікає через індійський штат Західна Бенгалія. У 1993 році такі міста як Аліпурдуар та Гамільтангандж були затоплені на березі а період, коли підпірна дамба протікала і була врешті розбита, через що річка прорвалась у місто й похоронила під собою сотні людей та тварин.